# Il vero e il falso
Il vero e il falso, sottotitolato Passeggiando tra le stelle e a casa nostra, è un libro scritto da Antonino Zichichi composto da 15 capitoli. 

## Edizioni
- Antonino Zichichi, Il vero e il falso, Il saggiatore, 2003,  pp. 397, cap. 18, ISBN 88-428-1078-9.